# Daleka północ
Daleka północ (ang. North Country) – amerykański dramat filmowy z 2005 roku w reżyserii Niki Caro. Obraz był dwukrotnie nominowany do Oscara w kategoriach: najlepsza aktorka (Charlize Theron) i najlepsza aktorka drugoplanowa (Frances McDormand).
Film był oparty na prawdziwych zdarzeniach, dotyczących pierwszego zbiorowego pozwu o molestowanie seksualne w pracy złożonego przez Lois Jenson, czyli tak zwanej sprawy Jenson versus Eveleth Taconite Co.. Sprawa ta zaowocowała stworzeniem książki Class Action autorstwa Clary Bingham i Laury Leedy Gansler, na podstawie której powstał scenariusz filmu.

## Fabuła
Lata siedemdziesiąte XX wieku. Josey Aimes, notorycznie bita przez męża, postanawia go opuścić i wraca do rodziców i do Minnesoty. Ma kłopoty ze znalezieniem dobrze płatnej pracy i samodzielnym utrzymaniem. Za namową koleżanki Glorii podejmuje pracę w kopalni. Wszyscy, łącznie z ojcem są przeciwko pracy kobiet w kopalni, starają się wszelkimi sposobami zniechęcić kobiety do dalszej pracy. Narażone na niewybredne żarty, ostracyzm i obmacywanie, znoszą to dzielnie. Miarka się przebiera, gdy Josey zostaje powalona na ziemię i omal nie zgwałcona. Znajduje adwokata, który zgadza się ją reprezentować przed sądem.